# Kanton Verdun-Est
Der Kanton Verdun-Est war von 1973 bis 2015 ein französischer Kanton im Arrondissement Verdun, im Département Meuse und in der Region Lothringen; sein Hauptort war Verdun.

## Gemeinden
Der Kanton bestand aus sieben Gemeinden und einem Teil von Verdun (nur der Teil ca. 4000 Einwohner):
| Gemeinde             | Einwohner Jahr | Fläche km² | Bevölkerungsdichte | Code INSEE | Postleitzahl |
| -------------------- | -------------- | ---------- | ------------------ | ---------- | ------------ |
| Ambly-sur-Meuse      | 247 (2013)     | 6,34       | 39 Einw./km²       | 55007      | 55300        |
| Belrupt-en-Verdunois | 546 (2013)     | 9,39       | 58 Einw./km²       | 55045      | 55100        |
| Dieue-sur-Meuse      | 1.393 (2013)   | 15,78      | 88 Einw./km²       | 55154      | 55320        |
| Génicourt-sur-Meuse  | 262 (2013)     | 7,99       | 33 Einw./km²       | 55204      | 55320        |
| Haudainville         | 948 (2013)     | 11,11      | 85 Einw./km²       | 55236      | 55100        |
| Rupt-en-Woëvre       | 294 (2013)     | 17,05      | 17 Einw./km²       | 55449      | 55320        |
| Sommedieue           | 953 (2013)     | 33,63      | 28 Einw./km²       | 55492      | 55320        |
| Verdun               | 17.923 (2013)  | 31,03      | 578 Einw./km²      | 55545      | 55100        |

Angegeben sind hier Gesamtfläche und Gesamteinwohnerzahl der Stadt Verdun.

## Bevölkerungsentwicklung
| 1990  | 1999  | 2006  | 2012  |
| ----- | ----- | ----- | ----- |
| 8.925 | 8.653 | 8.510 | 8.083 |